# Naturschutzgebiet Kallerhöh und Limmicketal
Das Naturschutzgebiet Kallerhöh und Limmicketal ist ein 135,54 ha großes Naturschutzgebiet (NSG) südlich des Dorfes Hünsborn im Gemeindegebiet von Wenden im Kreis Olpe in Nordrhein-Westfalen. Es wurde 2008 vom Kreistag mit dem Landschaftsplan Nr. 4 Wenden – Drolshagen ausgewiesen. Bereits 1949 und erneut 1966 hatte die Bezirksregierung Arnsberg das Waldgebiet Kallerhöh als Naturschutzgebiet Kallerhöh ausgewiesen. Das NSG grenzt direkt ans Dorf. Südlich des NSG liegt direkt der Flugplatz Hünsborn. Die Bundesautobahn 45 grenzt fast direkt westlich ans NSG.

## Gebietsbeschreibung
Bei dem NSG handelt es sich um einen Biotopkomplex mit naturnahen Quellbereichen, Bruchwäldern mit Moorbereichen und Nass- und Feuchtgrünland. Im Grünland finden sich Borstgrasrasen und Pfeifengraswiesen.